# Dinastia Timúrida
```
   |-
       |
Erro:
:  
valor não especificado para "
nome_comum
"
```

Os timúridas, autodesignados Gurkānī (em persa: گوركانى), foram uma dinastia muçulmana sunita da Ásia Central originalmente de ascendência turco-mongol cujo império incluía o conjunto da Ásia Central, Irã, os atuais  Afeganistão e Paquistão, assim como grande parte da Mesopotâmia e Cáucaso. Foi fundada pelo lendário conquistador Tamerlão (Timur), no século XIV.
No século XVI, o príncipe timúrida Babur, governante de Fergana, invadiu a Índia e fundou o Império Mogol — os timúridas da Índia — que governou a maior parte do subcontinente indiano até seu declínio logo após a morte de Aurangzeb, no início do século XVIII, e sua posterior extinção pela Índia britânica depois da revolução indiana de 1857.

## História

### Origens
A origem da dinastia timúrida remonta à confederação nômade turco-mongol dos barlas, que eram remanescentes do exército original mongol de Gengis Cã. Após a conquista mongol da Ásia Central, os barlas estabeleceram-se no Turquestão (que depois passou também a ser conhecido como Mogolistão - "Terra de mongóis") e tiveram um grau considerável de miscigenação com os turcomanos locais e a população de língua turcomana, de modo que, no tempo do reinado de Tamerlão os barlas tinham se tornado exaustivamente turquizados em termos de linguagem e de costumes. Além disso, através da adoção do islamismo, os turcos e mongóis da Ásia Central também adotaram a cultura persa, que tem dominado a Ásia Central desde os primeiros dias da influência islâmica. A Literatura persa foi o meio utilizado para a assimilação pela elite timúrida da cultura perso-islâmica relacionada à nobreza. Tamerlão esteve também mergulhado na cultura persa e, na maior parte dos territórios que ele anexou, foi o persa o idioma principal da administração e da cultura literária. Assim, a língua dos altos funcionários do governo era a persa, e seus escribas tinham que ser totalmente adeptos à cultura persa, independentemente de sua origem étnica.

### Fundação da dinastia e queda
Tamerlão conquistou grandes partes da Transoxiana (atual Ásia Central) e do Coração (partes dos atuais Irã, Afeganistão, Uzbequistão, Tajiquistão e Turcomenistão) a partir de 1363 em diante com diversas alianças (Samarcanda, em 1366, e Bactro, em 1369), ele foi reconhecido como governante sobre eles em 1370. Agindo oficialmente em nome do chagatai ulus mongol, ele subjugou a Transoxiana e o Império Corásmio nos anos que se seguiram e iniciou uma campanha em direção ao  oeste em 1380. Em 1389 ele havia expulsado os cártidas de Herat e avançado pelo território continental da Pérsia desde 1382 (captura de Ispaã, em 1387, a expulsão dos Muzafáridas de Xiraz, em 1393, e expulsão dos Jalaíridas de Bagdá). Em 1394/96 ele triunfou sobre a Horda Dourada e impôs sua soberania no Cáucaso, em 1398 subjugando Multan e Dipalpur, no atual Paquistão e na atual Índia deixou Deli de tal modo em ruínas, que é dito que por dois meses "nenhuma ave chegou a bater asas na cidade". Em 1400/1401 conquistou Alepo, Damasco e a Anatólia Oriental, em 1401 destruiu Bagdá e em 1402 triunfou sobre os otomanos na Batalha de Ancara. Além disso, ele transformou Samarcanda no Centro do Mundo. Estima-se que 17 milhões de pessoas podem ter morrido em suas conquistas.

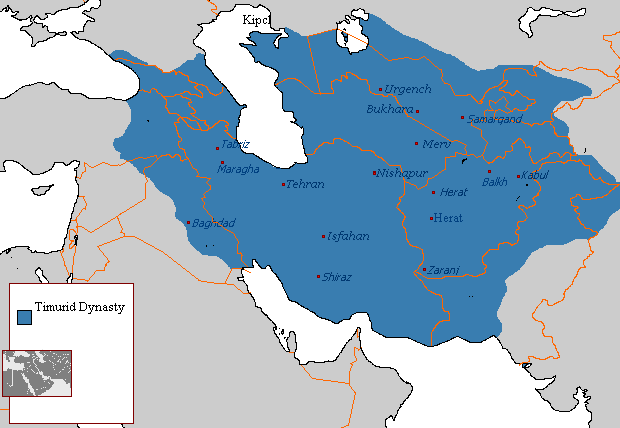
Dinastia Timúrida em sua maior extensão

Após o fim do Império Timúrida, em 1506, o Império Mogol foi mais tarde criado na Índia por Babur, em 1526, que era um descendente de Tamerlão, por parte de pai e, possivelmente, um descendente de Gengis Cã, por parte de mãe. A dinastia que ele fundou é comumente conhecida como dinastia Mogol. Até ao século XVII, o Império Mogol governou a maior parte da Índia, mas depois perdeu influência durante o século XVIII. A Dinastia Timúrida terminou no fim de 1857, depois que o Império Mogol foi dissolvido pelo Império Britânico e o Badur Xá II foi exilado na Birmânia.
Devido ao fato das cidades persas terem sido arrasadas por guerras anteriores, a sede da cultura persa estava agora em Samarcanda e Herat. Essas cidades tornaram-se o centro do Renascimento Timúrida.

## Cultura
Embora os timúridas procedessem da tribo dos Barlas, que era de origem mongol, eles haviam abraçado a cultura persa e a arte persa (distinguidas por constantes adaptações da chinesa), e também a literatura chagatai, convertidos ao islamismo, e estabelecidos no Turquestão e Coração. Assim, a era timúrida teve um caráter duplo, que refletiu tanto as origens turco-mongol quanto a cultura persa, bem como a língua persa. A língua persa foi também a língua oficial da dinastia (também conhecida como língua divã).

### Literatura

#### Literatura timúrida em língua persa

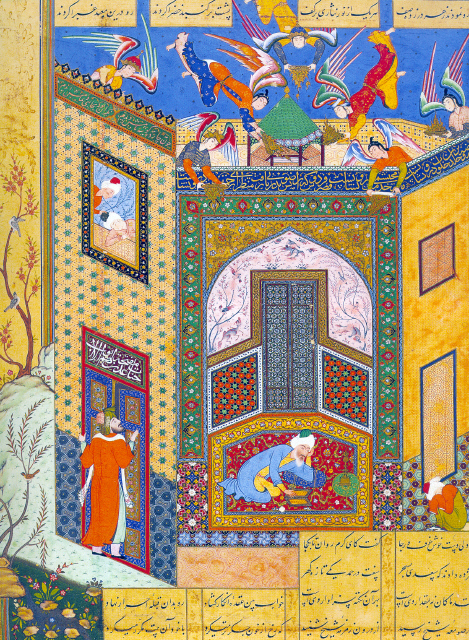
Ilustração do "Jardim de Rosas dos Pios" do poeta Jami, datada de 1553. A imagem mistura poesia e ilustração persa, como era a norma para muitos trabalhos da era timúrida.

A literatura persa, especialmente a poesia persa ocupou um lugar central no processo de assimilação pela elite timúrida da cultura persa islâmica dos nobres. Os sultões timúridas, especialmente Šāhrukh Mīrzā e seu filho Mohammad Taragai Oloğ Beg, patrocinaram a cultura persa. Entre as mais importantes obras literárias do período timúrida está a biografia de Tamerlão, conhecida como "Zafarnāma"(em persa: ظفرنامه), escrita por Sharaf ud-Dīn Alī Yazdī, que é baseada em uma "Zafarnāma" mais antiga escrita por Nizām al-Dīn Shāmī, o biógrafo oficial de Tamerlão durante seus anos de vida. O mais famoso poeta do período Timúrida foi Noradine Jami, o último grande sufista místico medieval da Pérsia e um dos maiores da poesia persa. O mais famoso pintor da corte timúrida, bem como o mais famoso pintor de iluminuras persas, em geral, foi Kamāl ud-Dīn Behzād. Além disso, o sultão timúrida Ulugh Beg é conhecido como um grande astrônomo.

##### Épica dos Reis de Baiçangur
Baysanghur encomendou uma nova edição do Épica dos Reis de Ferdusi e escreveu uma introdução para ela. De acordo com T. Lenz:
| “ | Pode ser encarada como uma reação específica, depois da morte de Tamerlão em 807/1405, as novas demandas culturais enfrentadas por Shahhrokh e seus filhos, uma elite militar turcomana não mais derivando seu poder e influência unicamente de um líder carismático com uma cuidadosamente cultivada ligação com a aristocracia mongol. Agora, centrado em Coração, a casa governante considerou a assimilação crescente e o patrocínio da cultura persa como um componente integrante dos esforços para garantir a legitimidade e a autoridade da dinastia no contexto da tradição islâmica iraniana monárquica, e a Épica dos Reis de Baiçangur, tanto um precioso objeto quanto um manuscrito a ser lido, poderosamente simboliza a concepção timúrida de seu próprio lugar naquela tradição. Uma valiosa fonte documental para a arte decorativa timúrida, o manuscrito ainda aguarda um exaustivo estudo monográfico. | ” |

#### Literatura nacional em língua chagatai
Os primeiros timúridas desempenharam um papel muito importante na história da literatura turcomana. Com base na criação da tradição literária persa, uma literatura nacional turcomana foi desenvolvida, escrita na língua chagatai, a língua nativa da família timúrida. Os poetas chagatai, tais como Mīr Alī Sher Nawā'ī, o sultão Husayn Bāyqarā, e Zāher ud-Dīn Bābur incentivaram outros poetas de língua turcomana a escreverem no seu próprio vernáculo, além do árabe e do persa.
A Bāburnāma, a autobiografia de Bābur, bem como a poesia chagatai de Mīr Alī Sher Nawā'ī estão entre as mais conhecidas obras literárias turcomanas e têm fascinado e influenciado muitas outras pessoas no mundo inteiro. A Baburnama foi altamente persianizada na sua estrutura sintática, morfológica ou formação das palavras e vocabulário.

### Arte
Durante o reinado timúrida, teve início a idade de ouro da pintura persa. Durante esse período, bem como no período da dinastia Safávida, a arte e os artista chineses tiveram uma influência significativa sobre arte persa.  Os artistas timúridas aprimoraram a arte persa do livro, que combina papel, caligrafia, iluminuras, ilustração e encadernação em um conjunto brilhante e colorido. Foi a etnia mongol do Chagataidas e os cãs timúridas a fonte da representação estilística da arte persa durante a Idade Média. Esses mesmos mongóis através de casamentos com persas e turcomanos da Ásia Central, acabaram adotando a sua religião e seus idiomas. Mas o seu simples controle do mundo, naquele tempo, em particular nos séculos XIII-XV, refletiu-se na aparência idealizada dos persas como mongóis. Embora a composição étnica gradualmente tenha se misturado aos iranianos e às populações locais da Mesopotâmia, o estilismo mongol continuou bem depois, e atravessou a Ásia Menor, e até mesmo a África do Norte.
Ao exemplo da Báctria e da Transoxiana, os elementos artísticos em traços arquitetônicos que já existiam desde a época da conquista helênica (Séc. IV a.C) e de impérios budistas, foram harmonicamente preservados durante o domínio timúrida em tais localidades. A mesquita verde de Balkh no Afeganistão, de arquitetura timúrida, mostrou notável adaptação ao grande e existente cenário do passado histórico naquela cidade que em passagens históricas – acabou sendo povoada por populações de diferentes procedências em âmbito continental.

### Arquitetura

#### Arquitetura timúrida

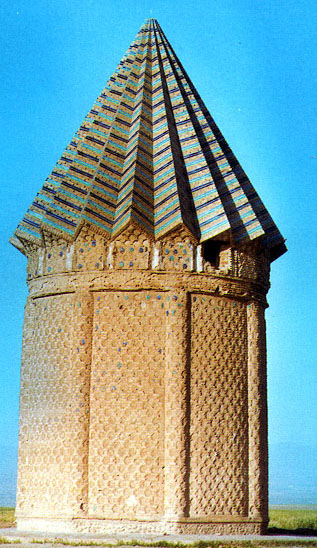
Tumba de "Akhangan", onde a irmã de Gowharšād, Gowhartāj, está sepultada. A arquitetura é um bom exemplo do período timúrida na Pérsia.

No campo da arquitetura, os timúridas utilizaram-se e desenvolveram muitas tradições dos seljúcidas. Ladrilhos azuis e turquesas formam intrincadas linhas e padrões geométricos nas fachadas dos edifícios decorados. Às vezes, o interior era decorado de forma semelhante, com pinturas e alto-relevos enriquecendo ainda mais o efeito. A arquitetura timúrida é o pináculo da arte islâmica na Ásia Central. Edifícios espetaculares e majestosos erguidos por Tamerlão, e seus sucessores, em Samarcanda e Herate contribuíram para a divulgação da influência da escola de arte ilcânida na Índia, dando assim origem à célebre escola de arquitetura Mogol. A arquitetura timúrida começou com o santuário de Ahmed Yasawi, atualmente no Cazaquistão, e culminou no mausoléu Gur-e Amir de Tamerlão, em Samarcanda. O Gur-e Amir do conquistador Tamerlão, um mausoléu do século XIV, é coberto com ladrilhos "turquesa persa"  Ali perto, no centro da antiga cidade, podem ser vistos um madraçal no estilo persa (escola religiosa) e uma mesquita no estilo persa construídos por Ulugh Beg. O mausoléu dos príncipes timúridas, com seus azulejos azul-turquesa e cúpulas está entre os edifícios mais refinados e requintados da arquitetura persa.  A simetria axial é uma característica de todos as principais estruturas timúridas, principalmente a Shāh-e Zenda, em Samarcanda, o complexo Musallah, em Herat, e a mesquita de Gowhar Shād, em Mashhad. As cúpulas duplas de diversos formatos são muito comuns, e as paredes laterais são pintadas com cores brilhantes. O domínio timúrida na região estendeu a influência de sua capital e arquitetura persa sobre a Índia.

#### Arquitetura mogol
Após a fundação do Império Mogol, os timúridas expandiram com sucesso a influência cultural persa desde  Coração até a Índia, onde o idioma, a literatura, a arquitetura, e a arte persa dominaram o subcontinente indiano até a conquista britânica.. Os mogóis, turcos persianizados que invadiram a região vindos da Ásia Central e alegando descendência de Tamerlão e Gengis Cã, difundiram a cultura persa na Índia muçulmana.
O período mogol foi marcado por um surpreendente renascimento de arquitetura islâmica no norte da Índia. Com o patrocínio dos imperadores mogóis, a arquitetura indiana, a persa, e os diversos estilos provinciais foram fundidos para produzir trabalhos de qualidade e requinte incomuns.
O imperador mogol Akbar construiu a cidade real de Fatehpur Sikri, localizada a cerca de 42 quilômetros a oeste de Agra, no final da década de 1500. O mais famoso exemplo da arquitetura mogol é o Taj Mahal, a "lágrima sobre a eternidade", concluído em 1648 pelo imperador Shah Jahan em memória de sua esposa Mumtaz Mahal que morreu dando à luz a seu décimo quarto filho. O emprego de muitas pedras preciosas e semipreciosas como incrustações e da necessidade de grande quantidade de mármore branco, quase levou o império à falência. O Taj Mahal é completamente simétrico, à exceção do sarcófago de Shah Jahan, que é colocado deslocado do centro no salão da cripta abaixo do piso principal. Essa simetria se estende à construção de uma mesquita de arenito vermelho. Outra estrutura construída que demonstra grande influência mogol são os Jardins de Shalimar.

## Governantes do Império Timúrida
- Tamerlão (Timur) 1370 - 1405 (771-807 AH) - com Suurgatemis como suserano nomeado, seguido por Mamude como suserano e finalmente Maomé Sultão como sucessor
- Pir Maomé ibne Jaanguir 1405 - 1407 (807-808 AH)

### Governantes de Herat
- Xaruque 1405 - 1447 (807-50 AH) (governante supremo do Império Timúrida 1409 - 1447)
- Abu'l-Qasim Bābar 1447 - 1457 (850-61 AH)
- Shāh Mahmūd 1457 (861 AH)
- Ibrāhim 1457 - 1459 (861-863 AH)
- Sultān Abu Sa’id Gūrgān 1459 - 1469 (863-73 AH) (na Transoxiana 1451-1469)
- Yādgār Muhammad 1470 (873 AH)
- Sultān Hussayn 1470 - 1506 (874-911 AH)
- Badi ul-Zamān 1506 - 1507 (911-912 AH) and
- Muzafar Huceine 1506 - 1507 (911-912 AH)

Herate é conquistada pelos Uzbeques sob o governo de Maomé Xaibani

### Governantes de Samarcanda
- Khalil Sultan 1405 - 1409 (807-11 AH)
- Maomé Taragai ibne Xaruque-I 1409 - 1449 (811-53 AH) (governante supremo do Império Timúrida 1447 - 1449)
- 'Abd al-Latif 1449 - 1450 (853-854 AH)
- ‘Abdullah 1450 - 1451 (854-55 AH)
- Sultān Abu Sa’id Gūrgān 1451 - 1469 (855-73 AH) (em Herat 1459-1469)

Os filhos de Abu Sa'id dividiram seus territórios após sua morte, em Samarcanda, Badakhshan e Fergana
- Sultān ibn Abu Sa’id 1469 - 1494 (873-899 AH)
- Sultān Mahmūd ibn Abu Sa’id 1494 - 1495  (899-900 AH)
- Sultān Baysunqur 1495 - 1497 (900-902 AH) e
- Mas’ūd 1495 (900 AH) e
- Sultān Alī Mīrzā 1495 - 1500 (900-905 AH)

Samarcanda é conquistada pelos Uzbeques sob o governo de Maomé Xaibani

## Outros governantes
- Qaidu bin Pir Muhammad bin Jahāngīr 808-811 AH
- Abu Bakr bin Mīrān Shāh 1405 - 1407 (807-809 AH)
- Pir Muhammad bin Umar Sheikh 807-812 AH
- Rustam 812-817 AH
- Sikandar 812-17 AH
- Alaudaullah 851 AH
- Abu Bakr bin Muhammad 851 AH
- Sultān Muhammad 850-55 AH
- Muhammad bin Hussayn 903-906 AH
- Abul A'la Fereydūn Hussayn 911-912 AH
- Muhammad Mohsin Khān 911-912 AH
- Muhammad Zamān Khān 920-923 AH
- Shāhrukh II bin Abu Sa’id  896-897 AH
- Ulugh Beg Kābulī 873-907 AH
- Sultān Uways 1508 - 1522 (913-927 AH)

## Governantes do Império Mogol

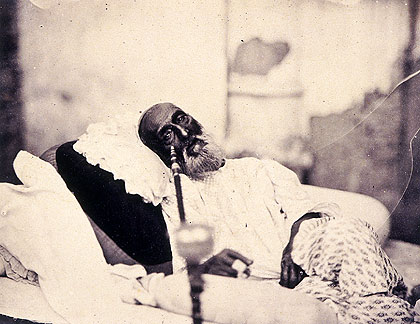
Fotografia de Bahadur Xá II, em 1858, provavelmente a única foto tirada de um rei timúrida.

- Zahiruddin Babur Mirza 1526 - 1530 (933-937 AH) - fundador da Dinastia Mogol na Índia (Império Mogol)
- Nasiruddin Humayun Mirza 1530 - 1556 (937-963 AH) - governante do Império Mogol, filho de Babur
- Kamran Mirza 1530 - 1557 (937-962 AH) - governante de Cabul e Lahore, filho de Babur
- Jalaluddin Muhammad Akbar Mirza (Akbar, o Grande) 1556-1605 (963-1014 AH) - o maior governante do Império Mogol, filho de Humayun
- Abul Qasim Muhammad bin Kamran 968 AH
- Suleiman Mirza 936-92 AH
- Shahrukh III 983-87 AH - filho de Ibrahim
- Nuruddin Muhammad Jahangir 1605 - 1627 (1014-1036 AH) - governante do Império Mogol, filho de Akbar e Rajput, princesa Mariam Zamani
- Shahbuddin Muhammad Shah Jahan (Shah Jahan I) 1627 - 1658 - governante do Império Mogol, filho de Jahangir e Rajput princesa Manmati
- Mohiuddin Mohammed Aurangzeb (Aurangzeb Alamgir I) 1658-1707 - governante do Império Mogol, filho de Shah Jahan
- Bahadur Xá I (Shah Alam I) 1707 - 1712 - filho de Aurangzeb
- Jahandar Shah, n. 1664, governante de 1712 - 1713 -
- Furrukhsiyar, n. 1683, governante de 1713-1719
- Rafi Ul-Darjat, governante 1719
- Rafi Ud-Daulat (Shah Jahan II), governante 1719
- Nikusiyar, governante 1719
- Muhammad Ibrahim, governante 1720
- Muhammad Shah, n. 1702, governante de 1719-1720 de 1720-1748
- Ahmad Shah Bahadur, n. 1725, governante de 1748-1754
- Alamgir II, n. 1699, governante de 1754-1759 - filho de Jahandar Shah
- Shah Jahan III, governante 1759
- Shah Alam II, n. 1728, governante de 1759-1806
- Akbar Shah II, n. 1760, governante de 1806-1837
- Bahadur Xá II (Bahadur Shah Zafar) 1837-1857 - último governante da Dinastia Timúrida

## Chefes da Dinastia Timúrida
- Bahadur Xá II (1857 - 1862)
- Shahzada Muhammad Hidayat Afshar, Ilahi Bakhsh Bahadur (1862-1878)
- Shahzada Muhammad Sulaiman Shah Bahadur (1878-1890)
- Shahzada Muhammad Kaiwan Shah Gorkwani, Suraya Jah Bahadur (1890-1913)
- Mirza Salim Muhammad Shah Bahadur (1913-1925)
- Chefe não reconhecido da família (1925-1931)
- Shahzada Muhammad Khair ud-din Mirza, Khurshid Jah Bahadur (1931-1975)
- Mirza Ghulam Moinuddin Muhammad, Javaid Jah Bahadur (1975-presente)